# 5879 Almeria
5879 Almeria eller 1992 CH1 är en asteroid i huvudbältet, som upptäcktes 8 februari 1992 av de båda tyska astronomerna Kurt Birkle och Ulrich Hopp vid Calar Alto-observatoriet. Den är uppkallad efter den spanska provinsen Almería.
Den tillhör asteroidgruppen Amor.